# Chronica seu originale regum et principum Poloniae
Chronica seu originale regum et principum Poloniae è un testo di storia polacca scritto in latino da Vincenzo Kadłubek tra il 1190 e il 1208.
L'opera, probabilmente commissionata da Casimiro II di Polonia, consta di 4 volumi e descrive la storia polacca a partire dalle prime guerre di espansione. Il primo libro prende la forma di un dialogo tra l'arcivescovo Giovanni di Gniezno (arcivescovo dal 1148 al 1165) e Matteo, vescovo di Cracovia dal 1148 al 1165. Le fonti di informazioni che Kadlubek utilizza per la stesura del primo volume sono sostanzialmente tutte leggende, mentre il secondo volume è basato su fonti storiche provenienti dalle croniche di Gallus. Per gli ultimi due libri Kadlubek fa riferimento a proprie esperienze e memorie.